# Edwin Eliason
Edwin Murray Eliason (* 1. Mai 1938 in Port Gamble, Washington) ist ein US-amerikanischer Bogenschütze.

## Leben
Edwin Eliason wuchs in der Nähe der Puget Sound im Bundesstaat Washington auf und spielte Fußball und Basketball während seiner Zeit an der High School. Später erhielt er ein Musikstipendium an der Western Washington University. 1961 trat Eliason dem 1st Special Forces Command der United States Army bei und diente in Vietnam.
1965 beendete Eliason seine militärische Laufbahn und kehrte nach Washington zurück und begann mit dem Bogenschießen. Er nahm an den Olympischen Spielen 1972 in München teil und verpasste mit Platz 5 im Einzel knapp die Medaillenränge. Außerdem wurde Eliason 1971 Weltmeister im Einzel sowie 1973, 1977 und 1981 mit der Mannschaft. Darüber hinaus ging er bei den Panamerikanischen Spielen 1983, 1987, 1991 und 1995 an den Start und gewann dort insgesamt 10 Medaillen, darunter 6 Goldmedaillen. Zudem wurde er Hallenweltmeister 1995 mit dem US-Team.
1983 begann Eliason bei dem Bogensportausrüster Easton Technical Products zu arbeiten und war bis zu seinem Ruhestand 2006 bei der Firma tätig.